# Candida (Amsterdam)
Candida is een kantoorgebouw gelegen in Amsterdam tussen de Nieuwezijds Voorburgwal en Spuistraat. Het 10 lagen tellende gebouw werd in 1931–32 gerealiseerd naar een ontwerp in kubistisch-expressionistische trant van F.A. Warners in opdracht van de N.V. Amsterdamsche Maatschappij tot Exploitatie van Etagewoningen. Totale grondoppervlakte waarop het gebouw is gebouwd bedraagt 396 m². De bakstenen gevels hangen in een skelet van gewapend beton.
Aan de zijde van de Nieuwezijds Voorburgwal loopt de band boven de begane grond over in een luifel. Deze accentueert de hoofdingang en dient als zwevende drager voor de glazen zuil die door de doorlopende erkers gevormd wordt. De personeelsingang is gelegen aan de achterzijde, aan de Spuistraat, alwaar acht verdiepingen te tellen zijn en twee teruggetrokken verdiepingen. Het gebouw heeft aan deze zijde een erker over twee etages, die ondersteuning biedt aan een open uitkragend "nood/brandtrappenhuis" dat per etage toegang geeft tot een betonnen balkon met metalen leuningen.
Het gebouw verrees destijds naast gebouw Neptunus.
Het gebouw werd in december 2001 ingeschreven in het monumentenregister.

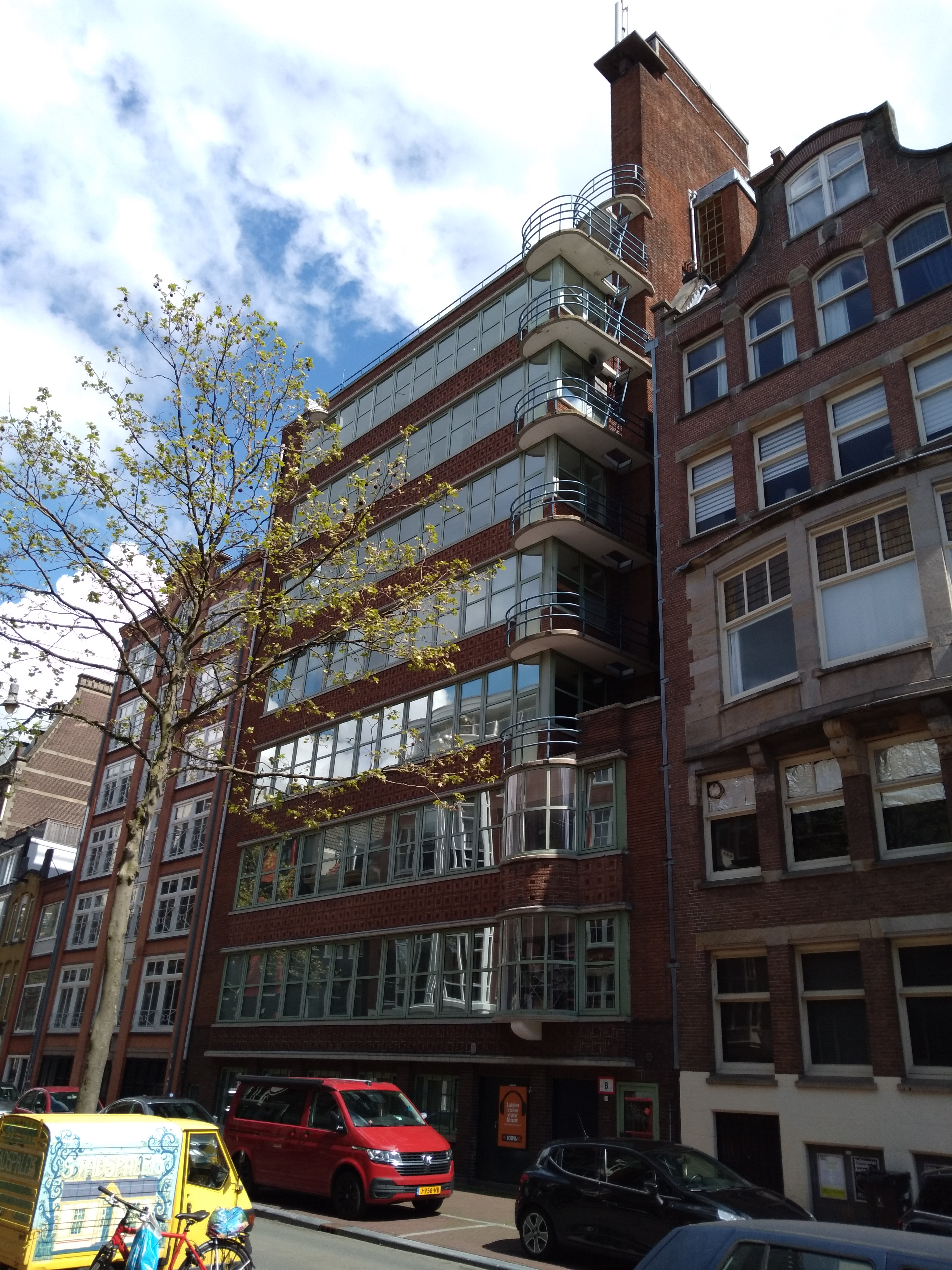
Gevelwand Spuistraat (mei 2021)